# Овсише
Овсише (словен. Ovsiše) — поселення в общині Радовлиця, Горенський регіон, Словенія. Висота над рівнем моря: 407,8 м.